# Rajmond Debevec
Rajmond Debevec est un tireur sportif slovène. Il est né le 29 mars 1963 à Postojna en Slovénie qui faisait partie jusque 1991 de la Yougoslavie.

## Carrière sportive
Rajmond Debevec commence sa carrière sportive en tir en 1971. Il remporte sa première médaille en 1980 au championnat d'Europe Junior. Il représente ensuite l'équipe de Yougoslavie aux Jeux olympiques d'été de 1984 et de 1988. À la suite de l'indépendance de la Slovénie en 1991, il représente son nouveau pays aux Jeux olympiques d'été de 1992, 1996, 2000, 2004 et 2008.
Parmi les nombreuses récompenses remportées durant toute sa carrière, sa plus belle reste sa médaille d'or aux Jeux olympiques d'été de 2000 à Sydney au tir à la carabine à trois positions sur la distance de 50 mètres. Avec un score de 1 275,1, il détient depuis lors le record olympique. Avec un score de 1 186, il possède également le record du monde obtenu depuis 1992 durant la coupe du monde de Munich. Il termine en quatrième position des Jeux olympiques d'été de 2004.
Lors des Jeux olympiques d'été de 2008, Rajmond Debevec obtient la médaille de bronze après un très mauvais dernier tir de l'Américain Matthew Emmons. Ce dernier, qui menait le concours avant le dernier tir, obtint finalement la quatrième place. Le titre olympique fut quant à lui remporté par le Chinois Qiu Jian.